# Las Rozas CF
Las Rozas Club de Fútbol – hiszpański klub piłkarski, grający w Segunda División B – grupa I, mający siedzibę w mieście Las Rozas de Madrid.

## Sezony
- 1 sezon w Segunda División B
- 18 sezonów w Tercera División

## Sukcesy
- Tercera División: 2004–05